# Awash
Awash este un oraș din centrul Etiopiei, numit după râul Awash.